# Susanne Schaper

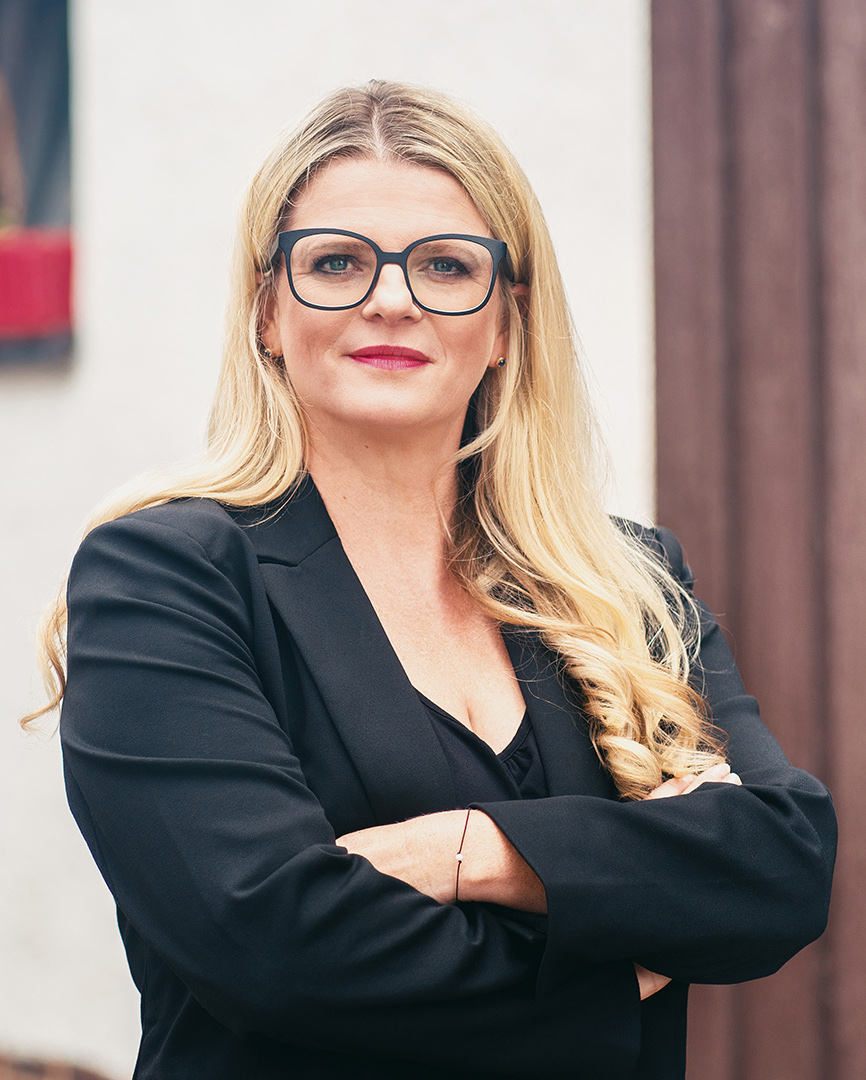
Susanne Schaper (2023)

Susanne Schaper (* 17. Januar 1978 in Karl-Marx-Stadt) ist eine deutsche Politikerin (Die Linke). Seit 2014 ist sie Mitglied des sächsischen Landtags, seit 2024 als Vorsitzende ihrer Fraktion.

## Leben
Schapers Eltern waren beide Mitglieder der SED, weshalb sie regelmäßig Anfeindungen ausgesetzt ist. Ab 1994 absolvierte sie eine Berufsausbildung zur Krankenschwester und war daraufhin in ihrem Beruf tätig. Von 2011 bis 2018 studierte sie berufsbegleitend das Fach Pflegemanagement. Sie beteiligte sich als Krankenschwester regelmäßig an Exkursionen der Hilfsorganisation Deviemed nach Vietnam, die dort Fehlbildungen bei Kindern operiert.
Schaper lebt in Chemnitz, ist verheiratet und hat drei Kinder.

## Politik

### Partei
1994 wurde Susanne Schaper Mitglied der PDS und bekleidete seither verschiedene Ämter innerhalb des Landesverbandes Sachsen und des Chemnitzer Stadtverbandes.  
Ab November 2019 war Schaper zusammen mit Stefan Hartmann Ko-Vorsitzende des Landesverbandes Die Linke Sachsen. Beim Parteitag der sächsischen Linken im Juni 2025 kandidierte sie nicht erneut für den Vorsitz.

### Kommunalpolitik
2009 wurde sie das erste Mal in den Stadtrat von Chemnitz gewählt. Seit der Kommunalwahl 2014 ist sie die Fraktionsvorsitzende der Stadtratsfraktion Die Linke.
Susanne Schaper wurde im Februar 2020 von einer Gesamtmitgliederversammlung der Chemnitzer Linken als Kandidatin für die Oberbürgermeisterwahl 2020 in Chemnitz bestätigt. Schaper unterlag bei der Oberbürgermeisterwahl ihren Konkurrenten Sven Schulze (SPD) und Almut Patt (CDU). Daraufhin bewarb sie sich als Sozialbürgermeisterin und kam in die engere Auswahl, konnte sich allerdings auch dort nicht durchsetzen.

### Landtagsabgeordnete
Bei der Landtagswahl in Sachsen 2014 errang sie ein Mandat über die Landesliste, jedoch mit 30,0 Prozent kein Direktmandat in ihrem Wahlkreis Chemnitz 2. Bei der Landtagswahl 2019 erhielt sie 19,0 Prozent der Direktstimmen ihres Wahlkreises und bekam ihr Mandat erneut über die Landesliste.
Als Landtagsabgeordnete ist Susanne Schaper Vorsitzende des Ausschusses für Soziales und gesellschaftlichen Zusammenhalt sowie Mitglied im Bewertungsausschuss. Außerdem ist sie die Sprecherin der Fraktion Die Linke im Sächsischen Landtag für Sozial- und Gesundheitspolitik, Tierschutz, Pflege, Rettungswesen, Familie und Arbeitsmarkt. Sie war zudem stellvertretende Vorsitzende der Pflege-Enquete und Mitglied des Präsidiums des sächsischen Landtags.
Im November 2016 musste Schaper ihr Bürgerbüro in Chemnitz verlassen, da es in den vorigen Monaten vermehrt zu wahrscheinlich politisch motivierten Angriffen, wie zum Beispiel Steinwürfen oder Hakenkreuzbeschmierungen, gekommen war.
Auf einem Landesparteitag der sächsischen Linken im November 2023 wurde Schaper gemeinsam mit Stefan Hartmann zum Spitzenduo für die Landtagswahlen in Sachsen 2024 gewählt. Sie zog über die Liste erneut in den Landtag ein.
Am 24. September 2024 wurde Schaper als Nachfolgerin von Rico Gebhardt zur Vorsitzenden der Linksfraktion im Sächsischen Landtag gewählt.